# 親友よ
「親友よ」（ともよ）は、日本の男性レゲエグループ湘南乃風の9枚目のシングルである。2009年2月25日発売。発売元はトイズファクトリー。

## 概要
- 前作から6ヶ月ぶりとなるシングル。自身初の映画タイアップであり、映画『ドロップ』の主題歌である。

## 収録曲
1. 親友よ (6:41)
（作詞：湘南乃風 / 作曲：BLOOD-I、湘南乃風 / 編曲：湘南乃風、BLOOD-I）
2. 4 THE HARDWAY (3:18)
（作詞：湘南乃風 / 作曲：湘南乃風、Blood-I、Illicit Tsuboi / 編曲：BK、湘南乃風）
3. 応援歌 feat.風乃軍団 (LIVE Ver.) (5:06)
（作詞：湘南乃風、MOOMIN / 作曲：湘南乃風、MOOMIN、Home Grown / 編曲：湘南乃風、Home Grown）
4. 親友よ -inst.- (6:42)
5. 4 THE HARDWAY -inst.- (3:18)

## 収録アルバム
- オリジナル『湘南乃風〜JOKER〜』（2009年4月8日）

## タイアップ
- 親友よ：角川映画配給映画「ドロップ」主題歌